# Beavertown (comté de Snyder, Pennsylvanie)
Pour les articles homonymes, voir Beavertown et Beaver.
Beavertown est un borough situé au centre du comté de Snyder, en Pennsylvanie, aux États-Unis,. En 2010, il comptait une population de 965 habitants, estimée au 1er juillet 2020 à 988 habitants. Le borough est incorporé le 14 novembre 1914.

## Démographie
Lors du recensement de 2010, le borough comptait une population de 965 habitants. Elle est estimée, en 2020, à 988 habitants.

### Source de la traduction
- (en) Cet article est partiellement ou en totalité issu de l’article de Wikipédia en anglais intitulé « Beavertown, Snyder County, Pennsylvania » (voir la liste des auteurs).